# 平东街道 (信阳市)
平东街道是中华人民共和国河南省信阳市平桥区下辖的一个街道办事处。

## 行政区划
平东街道下辖以下村级行政区划单位：
牌袁路社区和中山路社区。